# Campsiura cognata
Campsiura cognata är en skalbaggsart som beskrevs av Hermann Rudolph Schaum 1841. Campsiura cognata ingår i släktet Campsiura och familjen Cetoniidae. Inga underarter finns listade.